# Calamus pilosissimus
Calamus pilosissimus är en enhjärtbladig växtart som beskrevs av Odoardo Beccari. Calamus pilosissimus ingår i släktet Calamus och familjen Arecaceae. Inga underarter finns listade i Catalogue of Life.